# یواس‌اس شینوک (پی‌سی-۹)
یواس‌اس شینوک (پی‌سی-۹) (به انگلیسی: USS Chinook (PC-9)) یک کشتی است که طول آن ۱۷۴ فوت (۵۳ متر) می‌باشد. این کشتی در سال ۱۹۹۴ ساخته شد.